# Santa Juliana
Santa Juliana is een gemeente in de Braziliaanse deelstaat Minas Gerais. De gemeente telt 11.571 inwoners (schatting 2009).

## Aangrenzende gemeenten
De gemeente grenst aan Nova Ponte, Pedrinópolis, Perdizes en Sacramento.

## Verkeer en vervoer
De plaats ligt aan de weg BR-452.